# Cyberaide.ca
 (mars 2019).
Cyberaide.ca (en anglais, Cybertip.ca) est le site Web de dénonciation officielle du Canada pour signaler l'exploitation sexuelle d'enfants en ligne. Le Centre canadien de protection de l'enfance (CCCP), un organisme de bienfaisance, est le propriétaire et l'exploitant de ce site. Cyberaide.ca accepte et traite les dénonciations en ligne et téléphoniques du public concernant la pornographie enfantine (images et matériel d'abus), le leurre en ligne, les enfants exploités à des fins de prostitution, le tourisme sexuel impliquant des enfants et la traite d'enfants.
Cyberaide.ca est l'un des services principaux du Centre canadien de protection de l'enfance. Bien que la majorité des dénonciations à Cyberaide.ca soient fournies en ligne, le public peut également contacter l'organisation par téléphone au 1-866-658-9022.

## Historique
Cyberaide.ca a été lancé en janvier 2005 en tant que ligne de dénonciation nationale avec le soutien du gouvernement du Canada. Le personnel de l'organisation examine les dénonciations du public et transmet celles qui dénoncent des actes potentiellement illégaux aux forces de l'ordre dans la juridiction appropriée. Cyberaide.ca contribue à l'éducation du public et à la prévention par le biais d'information en ligne et de campagnes de sensibilisation nationales.
En tant que centre d’échange d’information sur l’exploitation des enfants en ligne, Cyberaide.ca tient à jour une liste des adresses Internet (URL ) hébergées à l’étranger associées à des images d’abus sexuels sur des enfants, et fournit cette liste de manière sécurisée aux fournisseurs d'accès à Internet participants. Lancé en janvier 2007, le projet Cleanfeed Canada est conçu pour réduire l’accès accidentel à des images d’abus sexuels sur des enfants, ainsi que pour dissuader ceux qui tentent d’accéder ou de distribuer de la pornographie juvénile. Les fournisseurs d'accès à Internet participants comprennent Bell Canada, Bell MTS, Telus, Shaw, Rogers Communications, Vidéotron, Bell Aliant et SaskTel.

## Résultats obtenus
En date de mars 2019, Cyberaide.ca avait obtenu les résultats suivants :
- 406 000 signalements reçus;
- 19 500 signalements transmis à une force policière canadienne ou à la protection de l'enfance;
- 15 000 signalements transmis à des forces policières d'autres pays;
- 498 prises en charge d'enfants en situation d'abus;
- 530 arrestations policières liées à un signalement transmis à cyberaide.ca;
- 107 000 signalements ayant donné lieu à l'envoi de notifications aux fournisseurs d'accès à Internet;
- 34 800 URL uniques ajoutées à Cleanfeed Canada;
- 15 100 000 documents d'information distribués à l'échelle canadienne.